# Ліповень (Румунія)
Ліповень, Ліповені (рум. Lipoveni) — село у повіті Сучава в Румунії. Входить до складу комуни Мітоку-Драгомірней.

## Розташування
Село розташоване на відстані 365 км на північ від Бухареста, 8 км на північ від Сучави, 120 км на північний захід від Ясс.

## Історія
За переписом 1900 року в селі було 140 будинків, проживали 602 мешканці (567 росіян-липованів, 12 румунів, 16 німців).

## Населення
За даними перепису населення 2002 року у селі проживали 468 осіб.
Національний склад населення села:
| Національність   | Кількість осіб | Відсоток |
| ---------------- | -------------- | -------- |
| росіяни-липовани | 399            | 85,3%    |
| румуни           | 59             | 12,6%    |
| цигани           | 9              | 1,9%     |

Рідною мовою назвали:
| Мова      | Кількість осіб | Відсоток |
| --------- | -------------- | -------- |
| російська | 399            | 85,3%    |
| румунська | 59             | 12,6%    |
| циганська | 9              | 1,9%     |